# Varanus griseus
El varano del desierto (Varanus griseus) es una especie de reptil escamoso de la familia Varanidae que vive a lo largo de África del Norte y del Sur Asia. Varanus griseus es un lagarto carnívoro que se alimenta de una amplia gama de vertebrados e invertebrados.

## Subespecies
Tres subespecies de Varanus griseus han sido descritas:
- Varanus griseus griseus
- Varanus griseus caspius
- Varanus griseus koniecznyi

## Descripción

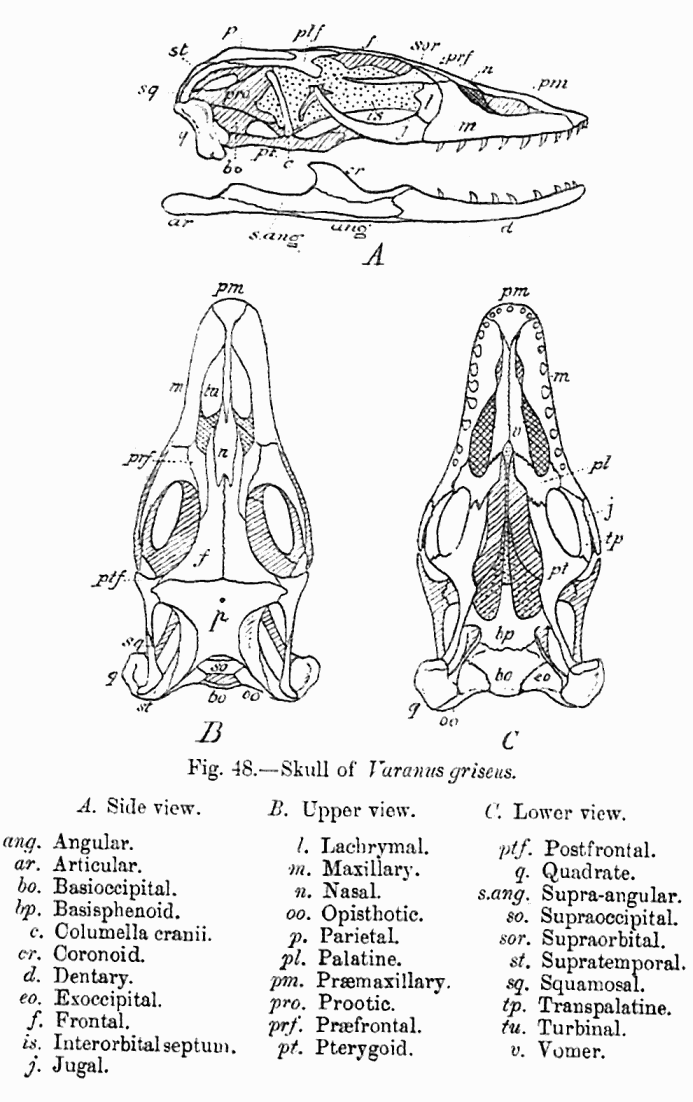
Cráneo de Varanus griseus

### Morfología
Normalmente muestran una variedad de coloración marrón claro y amarillo a gris. Hacen un promedio de alrededor de un metro de longitud aproximadamente , pero pueden alcanzar una longitud corporal total de casi dos metros. Estos lagartos también pueden tener franjas horizontales, tanto en su parte posterior o cola junto con manchas amarillas en toda su espalda. Sus crías son normalmente de color naranja brillante y tienen bandas distintivas a través de su espalda que se pueden perder cuando entran en la edad adulta. Su nariz son ranuras que se encuentran más hacia atrás en su hocico (más cerca de los ojos que la nariz), y su tamaño total del cuerpo depende de la oferta de alimentos disponibles, la época del año, el clima ambiental y el estado reproductivo . Los machos son generalmente más grandes y más robustos que las hembras, pero las hembras tienen un aspecto más suave sobre ellos. Estas diferencias permiten a los machos distinguir a las hembras desde lejos sin una inspección cuidadosa. Los varanos del desierto adultos también pasan por períodos de muda en el que se deshacen de su capa externa de piel con el fin de ampliar su tamaño total del cuerpo. Este proceso puede tomar varios meses y pasa aproximadamente tres veces al año. Su piel se adapta al entorno desértico en el que viven, y son excelentes nadadores y buceadores y se han sabido que entran en el agua de vez en cuando para buscar comida.

### Subespecies

#### Varanus griseus griseus
La subespecie Varanus griseus griseus tiene de 5 a 8 estrechas bandas grises en la parte posterior, así como de 19-28 en la cola. Su cola es más redondeada que las de las otras subespecies y el tamaño final de los adultos depende del hábitat en que están viviendo. Su coloración puede ser desde color gris simple (en ecosistemas desérticos) que brillantemente colorido (en áreas con abundante vegetación). Su presa más común consiste en lagartijas y serpientes, pero puede expandirse para incluir aves que anidan en el suelo y otros pequeños mamíferos.

#### Varanus griseus koniecznyi
La subespecie Varanus griseus koniecznyi tiene 3-5 bandas en la espalda, 13-19 bandas en la cola, una punta en la cola, 108-139 hileras de escamas en su parte media, y una cabeza más amplia y más plana en comparación con las otras subespecies. Ellos se encuentran principalmente en Pakistán e India, y tienen el cuerpo más pequeño de las tres subespecies. Se ha informado que es posible que no pasan por el período normal de hibernación durante el invierno, pero siguen siendo inactivos y no se alimentan entre diciembre y marzo. Su dieta normal consiste principalmente de invertebrados, pero también puede ramificarse a otras lagartijas y pequeños mamíferos.

### Estilo de vida
Las especies de Varanus griseus  entran en hibernación desde aproximadamente septiembre hasta abril. En abril hay un éxodo masivo debido a su hibernación, y se vuelven más activos entre los meses de mayo a julio. Durante la mitad del día, principalmente permanecen en sus madrigueras y solo salen a la superficie del desierto para buscar comida. Los varanos requieren aproximadamente de tres a cuatro períodos de hibernación completos (años) con el fin de alcanzar su tamaño completo (aproximadamente 55-65 cm excluyendo la cola) y al menos tres periodos de hibernación antes de que sean sexualmente maduros. La vida útil total del Varanus griseus en la naturaleza no supera, aproximadamente ocho años, tanto en machos como en hembras.

#### Importancia de la temperatura corporal
Varanus griseus es una especie de sangre fría cuyos comportamientos por lo tanto dependen de la temperatura exterior. Muchos varanos pueden ser lentos en clima frío e incluso pueden desactivarse si la temperatura disminuye sustancialmente. Sus señales olfativas y nervios significativamente más lento que limitan severamente el potencial de cualquier lagarto para capturar su presa o escapar de un depredador. La temperatura corporal del Varanus griseus es directamente proporcional a su velocidad de funcionamiento entre las temperaturas de 21 y 37 grados Celsius. Entre esas temperaturas la velocidad de funcionamiento del varano del desierto pasa de poco más de 1 metro / segundo a 21 grados a aproximadamente 3 metros/segundo a 37 grados. Más de 37 grados centígrados su velocidad de carrera no aumenta, y por debajo de 21 grados estos son extremadamente lentos. Si ellos están siendo perseguidos por un depredador, mientras que su temperatura corporal es inferior a 21 grados, no van a huir, pero en cambio, mantienen sus posiciones y llegan a ser extremadamente agresivos. Cuanto más se les baja la temperatura corporal, más agresivos. Por el contrario, fácilmente se puede huir de la amenaza, si la temperatura de su cuerpo es lo suficientemente alta como para permitir movimientos rápidos. La temperatura exterior realmente juega un papel muy importante en su comportamiento y las funciones corporales. Okafor
La temperatura corporal de Varanus griseus depende principalmente de la temperatura ambiental (hora del día, estación, etc.). Ya comienza a calentarse antes de salir de su madriguera, ganando calor por conducción; su temperatura sube rápidamente una vez que empieza a tomar el sol de la mañana y llega a su punto más alto con el calor del mediodía. La temperatura específica del cuerpo de Varanus griseus puede variar dependiendo de las temperaturas medias del país en que viven, pero su temperatura corporal máxima no suele superar los 38,5 grados Celsius, incluso cuando toma el sol. Los varanos del desierto machos son generalmente más activos y también tienen una mayor temperatura corporal promedio que sus contrapartes femeninas. La temperatura corporal de los lagartos durante la hibernación está entre 15 y 30,5 grados centígrados, pero en muchas zonas la temperatura corporal promedio durante la hibernación es de alrededor 16-18 grados Celsius

### Reproducción
La reproducción del varano del desierto normalmente se lleva a cabo entre los meses de mayo a julio. La copulación ocurre en mayo y junio y los lagartos normalmente ponen sus huevos en la última parte de junio y principios de julio. Los huevos se incuban a temperaturas desde 29 hasta 31 grados Celsius y eclosionan después de un promedio de 120 días. Al nacer, los bebés lagartos tienen una longitud total de unos 25 centímetros.

### Alimentación y dieta
Como casi todos los miembros del género Varanus el varano del desierto es carnívoro. Se alimentán principalmente de roedores, pescados, pájaros, anfibios, reptiles y sus huevos, así como también de insectos, arañas, escorpiones, ciempiés y otros invertebrados, si la oportunidad se presenta.

#### Veneno
La posibilidad de veneno en el género Varanus es ampliamente debatido. Antes se pensaba que el veneno era exclusivo de serpientes y Heloderma (lagartos venenosos). Se creía que las secuelas de una mordedura Varanus se debieron solo a bacterias orales, pero estudios recientes han demostrado que hay más probabilidades de glándulas de veneno en la boca de muchos, si no todos de la especie. Varanus griseus aunque no ha sido probado específicamente, pero sus picaduras han mostrado efectos secundarios consistentes con las mordeduras venenosas de otros lagartos de este tipo. El veneno se puede utilizar como un mecanismo de defensa para defenderse de depredadores,  para ayudar a digerir los alimentos, mantener la higiene oral, y posiblemente para ayudar en la captura y muerte de la presa.

## Conservación
Varanus griseus no se ve amenazada en gran parte de su hábitat, aunque una gran parte de la tierra habitada previamente por la subespecie Varanus griseus caspius se ha convertido en tierra de cultivo, lo que pone presión sobre las especies. Aproximadamente 17.000 pieles de este lagarto se venden anualmente. Mientras que el comercio de las pieles internacionalmente está prohibido por la Convención sobre el Comercio Internacional de Especies Amenazadas de Fauna y Flora Silvestres (CITES), en el norte de África, Asia central, y partes de la India, la especie no está protegida de las leyes de caza y siguen siendo cazados con fines comerciales.

### Cautiverio
Estos lagartos rara vez lo superan, como mucho, viven solo pocos años en cautiverio. En ocasiones, cuando sus necesidades vitales son atendidas específicamente, han sido documentados a vivir por más de 17 años, aunque nunca llegan a ser dóciles, y nunca se acostumbran a ser manipulados. En cautiverio, sus entornos deben reflejar las de muchos animales que viven en tierra, así como su hábitat natural del desierto. Se requieren temperaturas más bajas para hibernar durante el invierno, junto con las temperaturas más cálidas durante los meses de verano, y su dieta en cautiverio debe ser similar a la dieta en la naturaleza.

## Distribución
Jordania, Turquía (Urfa) [Eiselt (1970), Böhme (1973)]
Marruecos, Argelia, Túnez, Libia, Egipto, Palestina, Israel, Siria,
Líbano, Irak, Arabia, Omán, Turkmenistán, Kazajistán, Uzbekistán,
Tayikistán, Kirguistán, Sahara Occidental, Mauritania, Malí, Níger, Chad, Sudán,
Afganistán, Irán (incluyendo Kavir desierto), Pakistán, noroeste de India
Localidad tipo: Dardsha, la costa del mar Caspio